# 黑斑石斑鱼
黑斑石斑鱼（学名：Epinephelus tukula），又稱藍身大石斑魚，俗稱金錢龍躉，为輻鰭魚綱鱸形目鱸亞目鮨科石斑鱼属的鱼类，俗名蓝身大斑石斑鱼。分布於印度西太平洋區，從紅海、東非至澳洲昆士蘭海域，棲息深度10-150公尺，體長可達200公分，生活在珊瑚礁區，為底棲性魚類，屬肉食性，以魚類、甲殼類等為食，可做為食用魚及遊釣魚，養殖中叫金錢班。该物种的模式产地在Mafia、Tanzania。

## 扩展阅读
維基物種上的相關：黑斑石斑鱼